# Nordin Gerzić
Nordin Gerzić est un footballeur suédois et bosnien, né le 9 novembre 1983 à Gradiška en Bosnie-Herzégovine. Il évolue comme milieu offensif.

## Sélection
- Suède : 1 sélection
- Première sélection le 19 janvier 2011 : Botswana - Suède (1-2)

Nordin Gerzić a connu sa première sélection en janvier 2011 lors d'un match contre le Botswana en tant que remplaçant.
Toutefois ce match étant amical, il peut toujours choisir de jouer pour la Bosnie-Herzégovine.

## Palmarès
Vierge